# Springhill (Louisiana)
Springhill és una població dels Estats Units a l'estat de Louisiana. Segons el cens del 2000 tenia 5.439 habitants.

## Demografia
Segons el cens del 2000, Springhill tenia 5.439 habitants. La densitat de població era de 337,1 habitants/km².
Per edats la població es repartia de la següent manera: un 23,8% tenia menys de 18 anys, un 8,7% entre 18 i 24, un 23,8% entre 25 i 44, un 22,2% de 45 a 60 i un 21,6% 65 anys o més.
L'edat mediana era de 40 anys. Per cada 100 dones de 18 o més anys hi havia 81,8 homes.
La renda mediana per habitatge era de 27.102 $ i la renda mediana per família de 35.540 $. Els homes tenien una renda mediana de 29.757 $ mentre que les dones 17.750 $. La renda per capita de la població era de 16.447 $. Entorn del 14,6% de les famílies i el 20,2% de la població estaven per davall del llindar de pobresa.

## Poblacions més properes
El següent diagrama mostra les poblacions més properes.